# 支倉隆子
支倉 隆子（はせくら たかこ、1941年3月11日 - ）は、日本の詩人。
本名は川瀬 隆子（旧姓・支倉）。夫は画家の川瀬裕之。

## 来歴
北海道札幌市生まれ。労働基準局勤務の父親の転勤で、中学2年から高校時代まで滝川市で育つ。北海道滝川高等学校を経て、1963年北海道大学文学部ロシア文学科卒業。
1976年に詩集『音楽』、1979年に『琴座』で2度H氏賞候補となる。1995年に『酸素31』で第19回地球賞を受賞。その後2003年に『身空ｘ』で詩歌文学館賞候補となっている。
平明な表現の中に、幻想的要素を漂わせた作風が特色。ヴィジュアル・ポエトリィの活動を積極的に行っており、近年は朗読や美術家としての活動も行っている。
2024年、日本現代詩人会より「先達詩人の顕彰」を受ける。

## 著作

### 詩集
- 『詩篇』不動工房、1970年。
- 『音楽』黄土社、1975年。
- 『琴座』国文社、1978年。
- 『オアシスよ』砂子屋書房、1983年。
- 『ナイアガラ』思潮社、1988年。ISBN 4-7837-0247-0
- 『魅惑』思潮社、1990年。ISBN 4-7837-0338-8
- 『酸素31』思潮社、1994年。ISBN　978-4-7837-0514-7
- 『すずふる』思潮社、1997年。ISBN　978-4-7837-0672-4
- 『身空x』思潮社、2002年。ISBN　978-4-7837-1305-0
- 『音楽』/『身空x』支倉隆子詩集　阿吽文庫Ⅱ　阿吽塾、2024年。
- 『魅惑』/『琴座』支倉隆子詩集　阿吽文庫Ⅴ　阿吽塾、2025年。

### その他
- 「解説：幅と空気」『貞久秀紀詩集』思潮社〈現代詩文庫〉、2015年。ISBN 978-4-7837-0991-6